# Mary Louise McLaughlin
Mary Louise McLaughlin (Cincinnati, 29 de septiembre de 1847 - 19 de enero de 1939) fue una ceramista y pintora decoradora de cerámica estadounidense, y la principal competidora local de Maria Longworth Nichols Storer, quien fundó Rookwood Pottery. Al igual que Storer, McLaughlin fue una de los creadores del movimiento de cerámica artística que extendió por Estados Unidos entre 1870 y 1950.

## Trayectoria
McLaughlin nació en una familia adinerada de Cincinnati; su padre era propietario de la exitosa empresa Dry Goods en la ciudad.[cita requerida] Su hermano mayor era el arquitecto James W. McLaughlin. McLaughlin, que ya manifestaba aptitudes artísticas a una edad temprana, no recibió clases formales de arte hasta 1871 en una escuela privada para niñas. En 1874, en la McMicken School of Design de Cincinnati, más tarde Academia de Arte de Cincinnati, asistió a una clase de pintura sobre porcelana impartida por Benn Pitman. Durante una exposición de Maria Longworth Nichols Storer en la escuela, ese mismo año, su inquietud por pintar porcelana creció.
En 1875, las obras de las dos ceramistas se presentaron en The Centennial Tea Party con gran éxito de crítica y en 1876 ambas realizaron exposiciones en la Exposición del Centenario en Filadelfia. Durante la muestra, McLaughlin quedó especialmente impresionada por las obras presentadas por Haviland &amp; Co., un fabricante de porcelana de Limoges, que mostró piezas que incluían pinturas realizadas con la técnica bajo cubierta. Como se trataba de un avance único en su época, regresó a Cincinnati decidida a averiguar el secreto de su técnica. A su regreso también escribió el libro sobre la pintura de porcelana, del que se vendieron muchos ejemplares, China Painting: A Practical Manual for the Use of Amateurs in the Decoration of Hard Porcelain. McLaughlin vendió más piezas en la exposición que Storer, iniciándose así una competencia entre las dos mujeres.

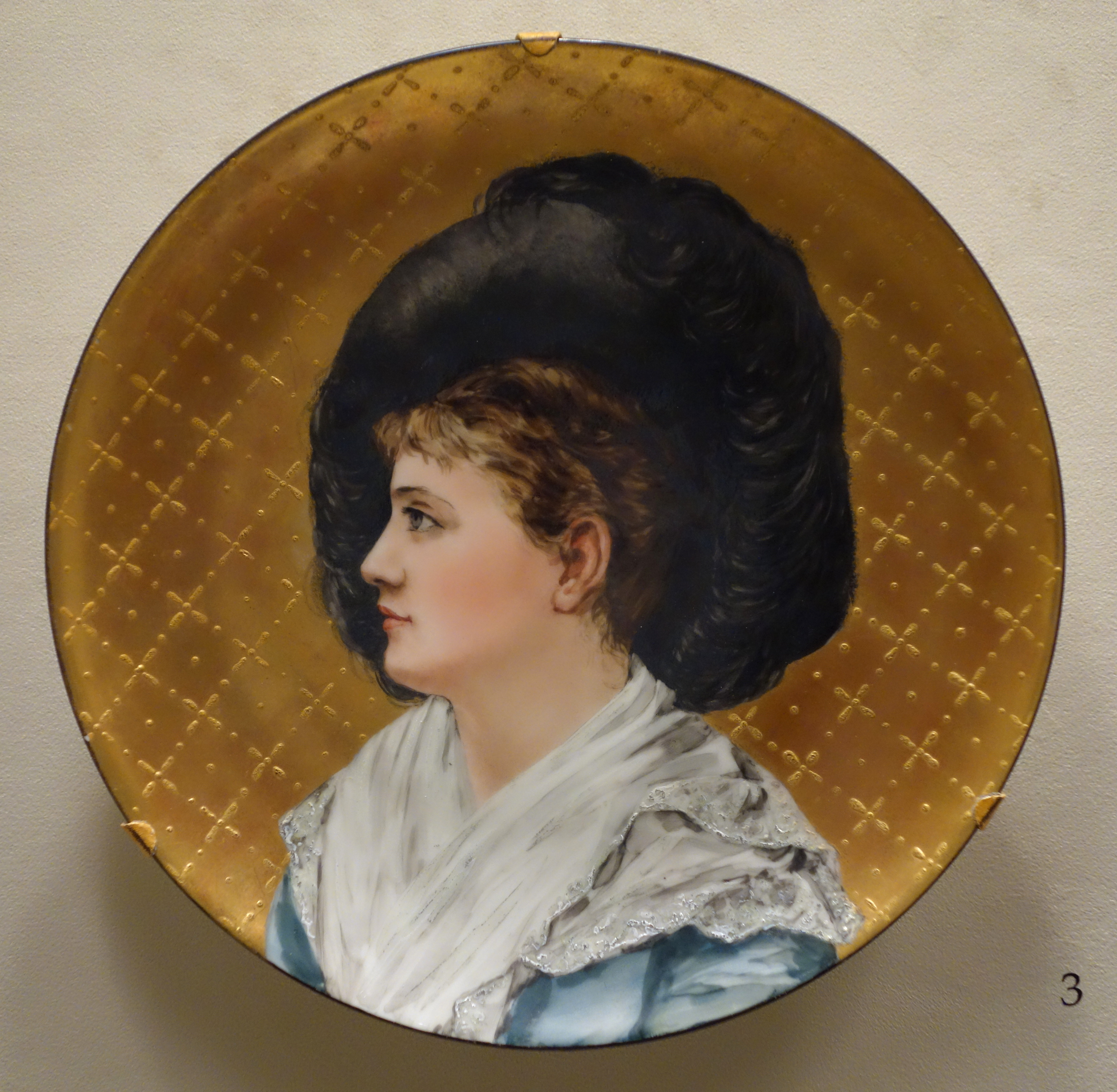
Retrato de Esther McLaughlin (sobrina del artista), por Mary Louise McLaughlin, 1882, realizado sobre porcelana

En 1877 aprendió a pintar la porcelana bajo cubierta y se convirtió en la primera artista de Estados Unidos en utilizar esta la técnica. Posteriormente, otros artistas empezaron a utilizar esta misma forma artística, y en 1879 McLaughlin fundó el Cincinnati Pottery Club junto con Clara Chipman Newton y otros. Aunque podría parecer lógico que Storer se incorporara al grupo, declinó la invitación a hacerlo. Es probablemente esta rivalidad lo que la llevó a fundar Rookwood Pottery. Todos los miembros del club hacían sus obras en la fábrica Frederick Dallas Hamilton Road Pottery, y se reunían en la Women's Art Museum Association, situada en Fourth Street, en el centro de Cincinnati. Posteriormente, el grupo se trasladó al taller de Dallas cuando la asociación se estableció en el Cincinnati Music Hall. Con la apertura de Rookwood Pottery, muchos de los trabajadores de Frederick Dallas se unieron al proyecto y obstaculizaron algunas de las aspiraciones de McLaughlin y su grupo.

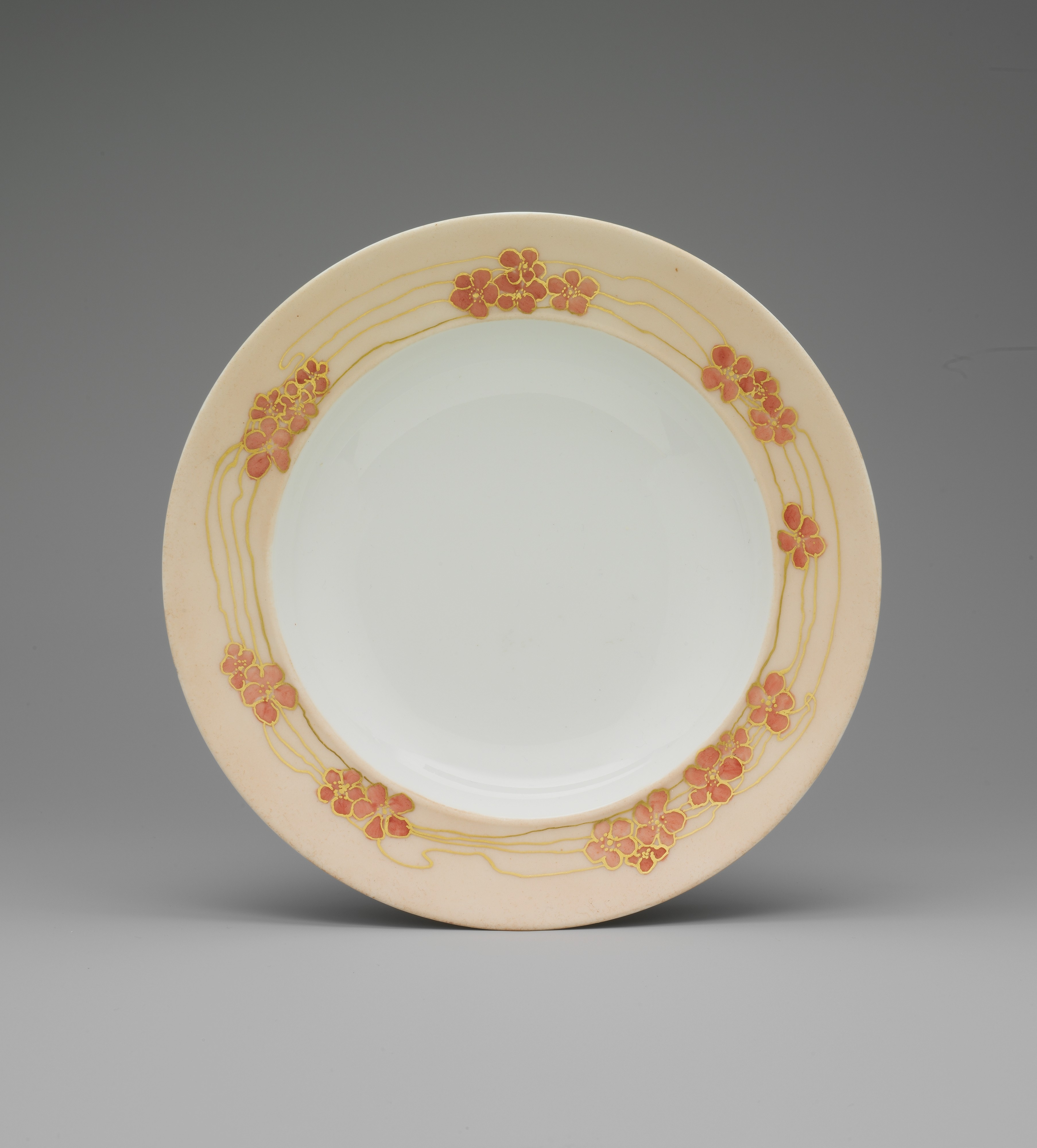
Un plato de McLaughlin, en el Museo Metropolitano de Arte

En 1880 publicó otro libro, Pottery Decoration under the Glaze. Para entonces, esta técnica ya se aplicaba en otras zonas del país. Ese mismo año, McLaughlin creó uno de sus jarrones más célebres, el Jarrón Alí Babá. Con 94 centímetros de alto (y un volumen de 83 litros), era en aquel momento el jarrón decorado bajo cubierta más grande de Estados Unidos. Está decorado con flores de hibisco ligeramente pintadas sobre un fondo verde salvia. Su éxito llevó a Storer a contraatacar con otra pieza famosa, el Jarrón Aladino, más ancho que el Ali Babá, aunque no tan alto.En 1881 muere Frederick Dallas  y su fábrica cerró, McLaughlin y su club tuvieron que alquilar un espacio en Rookwood Pottery. En 1883, Storer desalojó al club debido al conflicto de intereses que suponía alojarlos, aunque ella continuó encargando la fabricación de sus piezas de cerámica a Rookwood. Si bien el club siguió exhibiendo sus obras, durante su mandato se vieron eclipsados por Rookwood. Esto provocó en parte que McLaughlin se dedicara a pintar retratos en la década de 1890, recibiendo sus primeras clases de pintura de Frank Duveneck. En 1890 Rookwood había cambiado de titularidad, William W. Taylor era el nuevo propietario. Taylor, bajo la dirección de Storer, empezó a afirmar que McLaughlin no era realmente la descubridora del método bajo cubierta. Llegó incluso a exigir que se retirara una declaración de Clara Chipman Newton en un catálogo de cerámica de 1893 en la que afirmaba que McLaughlin era la descubridora de la técnica en los Estados Unidos. Esto no llegó a ocurrir, pero el incidente puso fin a cualquier resquicio de relación entre las dos mujeres.
McLaughlin expuso dos grabados al aguafuerte y un retrato de Henry L. Fry en el Edificio de la Mujer en la Exposición Mundial Colombina de 1893 en Chicago.
En la década de 1890, Mclaughlin regresó a la cerámica, esta vez trabajando en su propio taller de cerámica. Pasó de decorar porcelana a crearla. A partir de 1885, contó con la ayuda de su compañera y ama de llaves durante 47 años, Margaret «Maggie» Hickey. Hickey era una inmigrante irlandesa que empezó a trabajar para McLaughlin cuando tenía unos 20 años. En el invierno de 1898-1899 ya se encargaba de la fabricación de la cerámica y en el otoño de 1901 también de la cocción En 1906, abandonó la cerámica y se dedicó de nuevo a escribir. Hickey murió en 1932, aún trabajando para McLaughlin. En 1934 Grace W. Hazard (1869-1952) sustituyó a Hickey. Hazard llamaba a McLaughlin «Ma» y fue la principal beneficiaria del testamento, que fue impugnado por su familia. McLaughlin murió el 19 de enero de 1939, a la edad de noventa y un años y está enterrada en el cementerio de Spring Grove. Hazard está enterrada cerca de ella.

## Obra literaria
- Pintura china: Manual práctico para aficionados a la decoración de porcelana dura (1880)
- Decoración de cerámica bajo el esmalte (1880)
- Pintura al óleo: Manual de uso para estudiantes (1888)
- Pintura china: Manual práctico para aficionados a la decoración de porcelana dura (1894)
- Un epítome de la historia: desde la prehistoria hasta el fin de la Gran Guerra (1923)